# Itaguaí
Itaguaí este un oraș în unitatea federativă Rio de Janeiro (RJ), Brazilia.

## Personalități născute aici
- Júlio César da Silva e Souza (n. 1980), fotbalist.